# حديقة غيزي

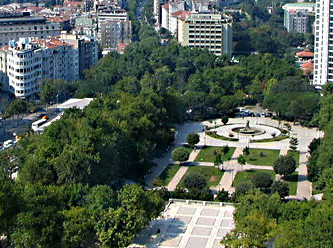
«حديقة غيزي»

حديقة غيزي هي حديقة عامة تقع قرب ميدان تقسيم في إسطنبول.
اشتهرت الحديقة عام 2013 حين أصبحت مركز للاحتجاجات التركية عام 2013 ضد حكومة اردوغان.

## المصدر
1. ↑  حدائق إسطنبول.. غيزي وأخواتها - الجزيرة نسخة محفوظة 13 يونيو 2014 على موقع واي باك مشين. [وصلة مكسورة]